# Ngawang Tsültrim (Tsemönling rinpoche)
Ngawang Tsültrim (Chone, 1721-1791) was een Tibetaans geestelijke en regent.
Hij was de eenenzestigste Ganden tripa van 1778 tot 1785 en daarmee de hoofdabt van het klooster Ganden en hoogste geestelijke van de gelugtraditie in het Tibetaans boeddhisme.
Hij was de eerste Tsemönling rinpoche en vertrok naar Lhasa vanuit het Tibetaanse klooster Chone in de provincie Kham, tegenwoordig in de Autonome Tibetaanse Prefectuur Gannan in Gansu.
Hij was regent van Tibet van 1777 tot 1786.